# Ratpenat de cara negra
El ratpenat de cara negra (Tomopeas ravus) és una espècie de ratpenat de la família dels molòssids, dins del gènere monotípic Tomopeas i la subfamília monotípica Tomopeatinae. És endèmic del Perú i es troba amenaçat per la pèrdua d'hàbitat.

## Taxonomia
La classificació d'aquesta espècie ha estat històricament problemàtica, ja que molts autors l'han situat dins la família dels vespertiliònids, mentre que d'altres la situaven dins de la dels molòssids. No obstant això, actualment tots els autors coincideixen a situar-la dins de la subfamília Tomopeatinae com a únic membre.